# Chandlerville (Illinois)
Chandlerville – wieś w Stanach Zjednoczonych, w stanie Illinois, w hrabstwie Cass.